# Nude on the Moon: The B-52’s Anthology
Nude on the Moon: The B-52’s Anthology – dwupłytowy album kompilacyjny grupy The B-52’s, zawierający 35 piosenek nagranych w latach 1979 - 1998. 

## lista utworów

### Dysk 1
1. „52 Girls” (Ayers, Wilson) – 3:34
2. „Dance This Mess Around” (Pierson, Schneider, Strickland, C. Wilson, R. Wilson) – 4:36
3. „Rock Lobster” (Schneider, R. Wilson) – 6:49
4. „Lava” (The B-52’s) – 4:54
5. „Hero Worship” (Waldrop, Wilson) – 4:07
6. „Planet Claire” (Schneider, Strickland) – 4:35
7. „Give Me Back My Man” (Schneider, Strickland, C. Wilson, R. Wilson) – 4:00
8. „Private Idaho” (Pierson, Schneider, Strickland, C. Wilson, R. Wilson) – 3:35
9. „Devil in My Car” (Pierson, Schneider, C. Wilson, R. Wilson) – 4:28
10. „Party out of Bounds” (Pierson, Schneider, Strickland, C. Wilson, R. Wilson) – 3:21
11. „Strobe Light” (The B-52’s) – 3:59
12. „Quiche Lorraine” (Live, 1990) (Schneider, Strickland, R. Wilson) – 3:58
13. „Mesopotamia” (1990 Remix) (K. Strickland, R. Wilson, K. Pierson, F. Schneider) – 3:51
14. „Queen of Las Vegas” (Mesopotamia Outtake Version) – 5:40
15. „Legal Tender” (Keith Strickland, Waldrop) – 3:40
16. „Song for a Future Generation” (The B-52’s) – 4:00
17. „Trism” (The B-52’s) – 3:23
18. „Whammy Kiss” (Live, 1989) (The B-52’s) – 3:59

### Dysk 2
1. „Summer of Love” (Pierson, Strickland, C. Wilson, R. Wilson) – 4:02
2. „Ain't It a Shame” (New Edit) (Strickland, C. Wilson, R. Wilson) – 4:33
3. „Theme for a Nude Beach” (New Edit) (The B-52’s) – 4:24
4. „Girl from Ipanema Goes to Greenland” (Strickland, Wilson, Wilson) – 4:22
5. „Wig” (The B-52’s) – 4:22
6. „She Brakes for Rainbows” (Strickland, Wilson) – 4:41
7. „Cosmic Thing” (The B-52’s) – 3:50
8. „Deadbeat Club” (The B-52’s) – 4:45
9. „Love Shack” (Pierson, Schneider, Strickland, Wilson) – 5:21
10. „Roam” (Pierson, Schneider, Strickland, Waldrop, Wilson) – 4:54
11. „Channel Z” (The B-52’s) – 4:49
12. „czerwiecbug” (The B-52’s) – 5:04
13. „Follow Your Bliss” (The B-52’s) – 4:08
14. „Good Stuff” (Pierson, Schneider, Strickland) – 5:58
15. „Revolution Earth” (Pierson, Strickland, Waldrop) – 5:50
16. „Is That You Mo-Dean?” (Interdimension Mix, New Edit) (The B-52’s) – 4:38
17. „Debbie” (The B-52’s) – 3:32

## Muzycy
- Fred Schneider - fortepian, instrumenty klawiszowe, śpiew, walkie talkie
- Kate Pierson - organy, gitara, instrumenty klawiszowe, śpiew
- Keith Strickland - perkusja, efekty dźwiękowe, gitara
- Cindy Wilson - gitara, bongosy, bębenek baskijski, śpiew
- Ricky Wilson - gitara
- Pat Irwin - gitara
- Sara Lee - gitara basowa
- Charley Drayton - perkusja